# Шебелинский сельский совет (Харьковская область)
Шебелинский сельский совет — входит в состав Балаклейского района Харьковской области Украины.
Административный центр сельского совета находится в селе Шебелинка .

## История
- 1921 — дата образования.

## Населённые пункты совета
- село Шебелинка
- село Новотроицкое